# Komisariat Straży Celnej „Kuty”

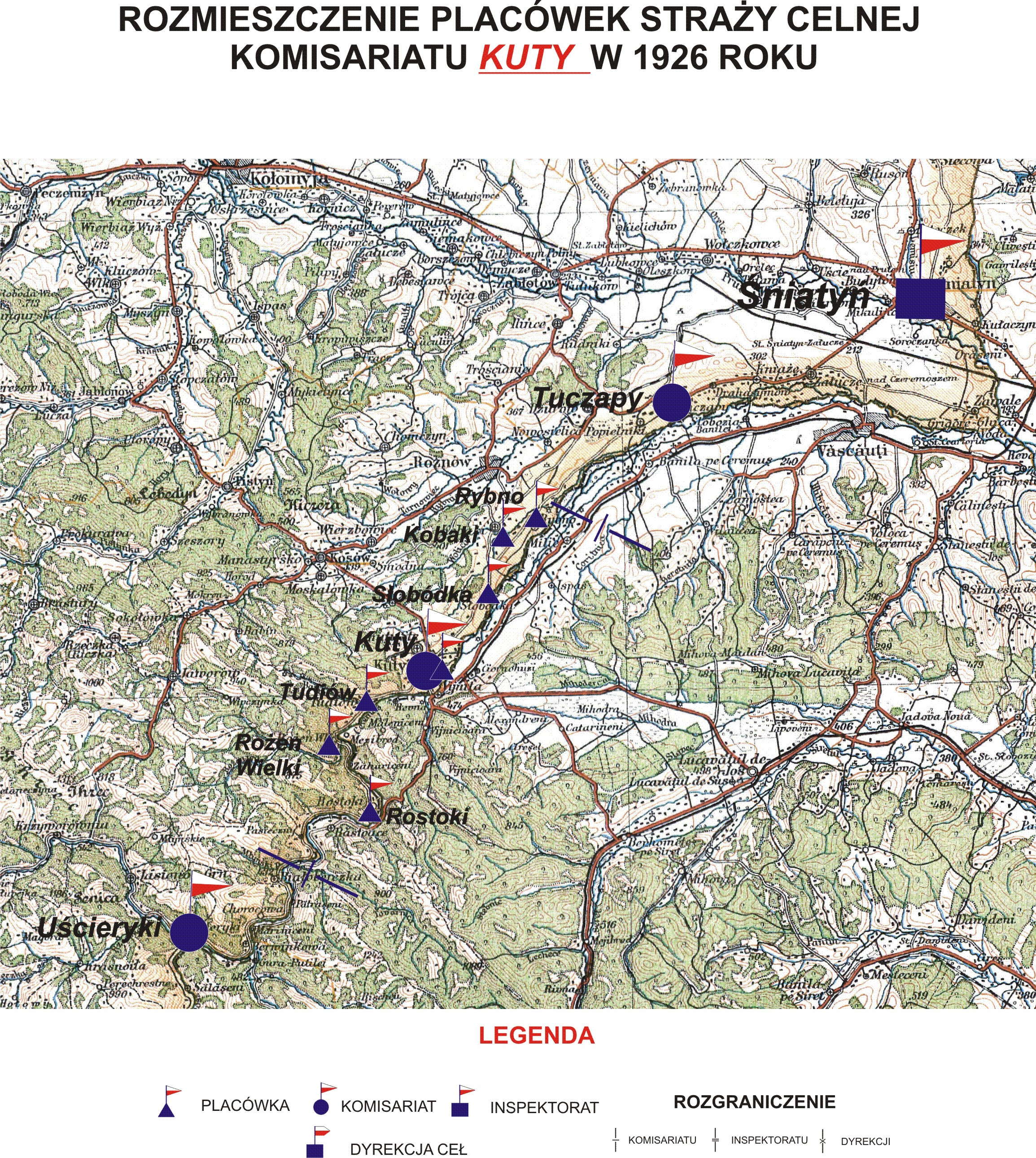
Rozmieszczenie placówek komisariatu SC Kuty w 1926 r.

Komisariat Straży Celnej „Kuty” – jednostka organizacyjna Straży Celnej pełniąca służbę ochronną na granicy polsko-rumuńskiej w latach 1921–1928.

## Formowanie i zmiany organizacyjne
Na wniosek Ministerstwa Skarbu, uchwałą z 10 marca 1920 roku, powołano do życia Straż Celną. Jednostki Straży Celnej rozpoczęły przejmowanie odcinków granicy od pododdziałów Batalionów Celnych. W 1921 roku w Kutach stacjonował sztab 3 kompanii 11 batalionu celnego. Proces tworzenia Straży Celnej trwał do końca 1922 roku. Komisariat Straży Celnej „Kuty”, wraz ze swoimi placówkami granicznymi, wszedł w podporządkowanie Inspektoratu Straży Celnej „Śniatyn”.
W drugiej połowie 1927 roku przystąpiono do gruntownej reorganizacji Straży Celnej. W praktyce skutkowało to rozwiązaniem tej formacji granicznej. Rozporządzeniem Prezydenta Rzeczypospolitej Polskiej Ignacego Mościckiego z 22 marca 1928 roku w jej miejsce powoływano z dniem 2 kwietnia 1928 roku Straż Graniczną.
Rozkazem nr 5 z 16 maja 1928 roku w sprawie organizacji Małopolskiego Inspektoratu Okręgowego dowódca Straży Granicznej gen. bryg. Stefan Pasławski powołał komisariat Straży Granicznej „Kosów”, który przejął ochronę granicy od rozwiązywanego komisariatu Straży Celnej.

## Służba graniczna
Sąsiednie komisariaty
- komisariat Straży Celnej „Uścieryki”  ⇔ komisariat Straży Celnej „Tuczapy” − 1926

## Funkcjonariusze komisariatu
Obsada personalna w 1926:
- kierownik komisariatu – komisarz Łucjan Stępkowski
- pomocnik kierownika komisariatu – podkomisarz Bernard Wywoł

## Struktura organizacyjna
Organizacja komisariatu w 1926 roku:
- komenda – Kuty
- placówka Straży Celnej „Rybno”
- placówka Straży Celnej „Kobaki”
- placówka Straży Celnej „Słobódka”
- placówka Straży Celnej „Kuty”
- placówka Straży Celnej „Tudjów” (Tudiów)[a]
- placówka Straży Celnej „Rożen Wielki”
- placówka Straży Celnej „Rostoki” (Roztoki)[b]